# Basilique de Klimátios
La basilique de Klimátios (grec moderne : Βασιλική Κληματίου) est un ancien édifice chrétien situé à Athènes, dans la périphérie de l'Attique, en Grèce.

## Emplacement
L'édifice est situé sur la rue Tsakálof, sur la colline du Lycabette, à Athènes.

## Histoire et description
Construite au début ou au milieu du Ve siècle, cette basilique doit son nom à un couvert de sarcophage, découvert sur le site en 1888, portant l'inscription « le saint parmi les saints évêque Klimátios » (grec moderne : Ο εν οσίοις επίσκοπος Κλημάτιος),,.